# Велетень, Владислав Сергеевич
Владисла́в Серге́евич Ве́летень (укр. Владислав Сергійович Велетень; 1 октября 2002, Киев) — украинский футболист, полузащитник ковалёвского «Колоса».

## Биография
Родился в Киеве. Воспитанник киевского «Динамо». В футболке столичного клуба с 2015 по 2018 год выступал в ДЮФЛУ. В 2019 году дебютировал за юношескую команду «Динамо», за которую играл два с половиной сезона. В сезоне 2019/20 годов провел 1 поединок (против «Шкендии») в юношеской лиге УЕФА. В феврале 2020 года получил тяжелую травму, из-за которой выбыл на неопределенный срок.
В октябре 2021 года, по истечении срока контракта с «Динамо», как свободный агент перешёл в ковалёвский «Колос». В составе «Колоса» Велетень дебютировал 16 октября 2021 года в выездном поединке 11-го тура Премьер-лиги Украины против «Днепра-1» (0:2), в котором он вышел на поле на 62-й минуте, заменив Дениса Костышина.
С началом полномасштабного российского вторжения в Украину записался в ряды территориальной обороны Украины.

## Достижения
Сборная Украины
- Победитель турнира в Тулоне: 2024